# Cloud Nine
Cloud Nine este un album din 1969 al trupei americane The Temptations, lansat pentru casa de discuri Gordy.
Este primul album de studio al formației cu Dennis Edwards ca înlocuitor pentru David Ruffin, care fusese concediat în iunie 1968. La insistențele producătorului Norman Whitfield, albumul marchează începutul perioadei psihedelice a grupului, perioadă ce a durat patru ani și în care Whitfield a produs pentru trupă așa-numitul gen "soul psihedelic". Albumul s-a clasat pe locul 4 în topul Billboard al albumelor pop iar formația a primit primul premiu Grammy în 1969. 

## Tracklist
1. "Cloud Nine" (Norman Whitfield, Barrett Strong) (3:27)
2. "I Heard It Through the Grapevine" (Whitfield, Strong) (3:00)
3. "Runaway Child, Running Wild" (Whitfield, Strong) (9:38)
4. "Love is a Hurtin' Thing" (Ben Raleigh, Dave Linden) (2:28)
5. "Hey Girl" (Gerry Goffin, Carole King) (2:38)
6. "Why Did She Have to Leave Me (Why Did She Have to Go)" (Whitfield, Strong) (2:56)
7. "I Need Your Lovin'" (Whitfield, Strong) (2:35)
8. "Don't Let Him Take Your Love From Me" (Whitfield, Strong) (2:31)
9. "I Gotta Find a Way (To Get You Back)" (Whitfield, Strong, Edward Holland, Jr., Cornelius Grant, Eddie Kendricks) (3:00)
10. "Gonna Keep On Tryin' till I Win Your Love" (Whitfield, Strong) (2:32)

## Single-uri
- "Cloud Nine"/"Why Did She Have to Leave Me (Why Did She Have to Go)" (1968)
- "Run Away Child, Running Wild"/"I Need Your Lovin'" (1969)

## Componență
- Dennis Edwards
- Eddie Kendricks
- Paul Williams
- Melvin Franklin
- Otis Williams